# Nicotiana rotundifolia
Nicotiana rotundifolia är en potatisväxtart som beskrevs av Lindley. Nicotiana rotundifolia ingår i släktet tobak, och familjen potatisväxter. Inga underarter finns listade i Catalogue of Life.